# Singen
Singen (Hohentwiel) est une ville de Bade-Wurtemberg (Allemagne) située dans l'arrondissement de Constance, dans le district de Fribourg-en-Brisgau, à peu près à 30 km au nord-ouest de Constance et à 20 km au nord-est de Schaffhouse (Suisse). Singen est la deuxième plus grande ville de l'arrondissement de Constance (après la ville de Constance).
Singen se présente comme une ville commerçante de premier rang, attirant aussi de nombreux clients suisses à travers la frontière.
Un festival est célébré chaque année en juillet sur le sommet du Hohentwiel depuis 1969. Singen dispose d'un musée municipal d'art moderne et d'un musée privé qui présentent des œuvres de peintures et des véhicules anciens dans leurs expositions (« Museum Art & Cars » → MAC).

## Histoire
| Appartenances historiques Landgraviat de Nellenburg 1275-1495 Archiduché d'Autriche 1495–1805 Électorat de Wurtemberg 1805–1806 Royaume de Wurtemberg 1806–1810 Grand-duché de Bade 1806-1918 Empire allemand 1871-1918 République de Weimar 1918–1933 Reich allemand 1933–1945 Allemagne occupée 1945–1949 Allemagne de l'Ouest 1949–1990 Allemagne 1990-présent |

Singen n'était qu'un village au pied du Hohentwiel jusque dans la deuxième moitié du XIXe siècle. Il prit son essor quand il devint un carrefour ferroviaire (Ligne de Bâle à Constance et Ligne de la Forêt-Noire) et quand plusieurs entreprises suisses établirent des succursales en Allemagne à quelques kilomètres seulement de la frontière: Maggi en 1887, Georg Fischer en 1895 et Aluminium Industrie Aktien Gesellschaft (qui plus tard s'appellera Alusuisse) en 1912. Par décret du Ministère de l'intérieur du Grand-duché de Bade, Singen fut élevé au statut de ville le 11 septembre 1899.

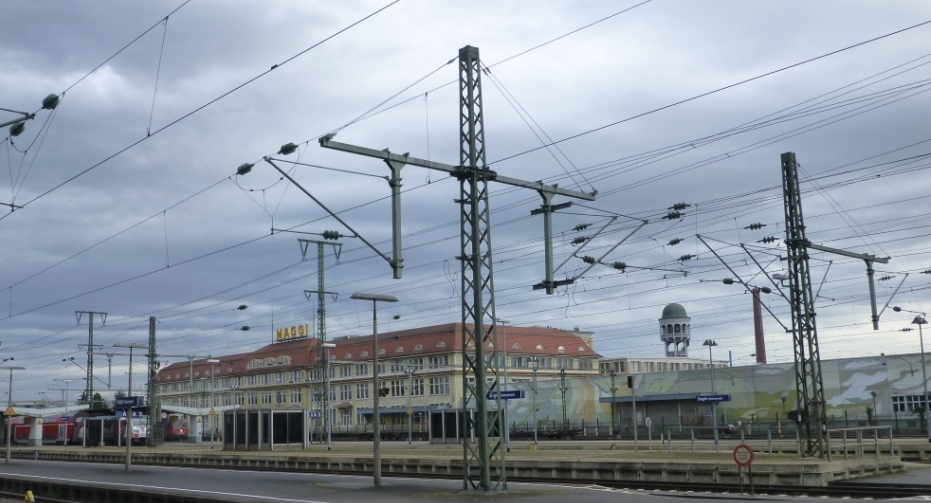
Singen doit son statut de ville à sa situation de carrefour ferroviaire et à l'établissement de succursales de plusieurs entreprises suisses en Allemagne.

Dans la jeune ville, plusieurs rues porteront des noms qui s'inspirent du roman Ekkehard de Joseph Victor von Scheffel: Ekkehardstraße, Praxedis platz et d'autres. Ce roman raconte la vie d'Ekkehard II et sa relation avec Hadwig, duchesse de Souabe, résidant au Hohentwiel, donc près de Singen, au Xe siècle.
Après la Seconde Guerre mondiale, plusieurs rues seront rebaptisées avec des noms de victimes/résistants au régime nazi, notamment la rue principale August-Ruf-Straße (aujourd'hui piétonnière) qui part de la gare vers le nord.
Ayant dépassé le cap de 20.000 habitants dans les années 1950, Singen devint "grande ville d'arrondissement" ("Große Kreisstadt") en 1956.
Une curiosité historico-territoriale prit fin le 1er janvier 1969 : le Hohentwiel, avec sa forteresse en ruines depuis 1800, dont la silhouette domine le paysage autour de Singen, ainsi que l'aire de "Bruderhof" - autrefois deux exclaves wurtembergeois dans le pays de Bade, puis deux exclaves appartenant à la ville de Tuttlingen (une trentaine de kilomètres au nord de Singen) - furent incorporés dans le territoire de la commune de Singen grâce à une grande réforme territoriale dans le Land de Bade-Wurtemberg.

## Jumelages
La ville de Singen est jumelée avec :
- Fontenay-le-Comte (France) depuis 1976
- La Ciotat (France) depuis 1968
- Pomezia (Italie) depuis 1974
- Celje (Slovénie) depuis 1989
- Kobeliaky (Ukraine) depuis 1993

## Personnalités liées à la ville
- Le peintre Otto Dix y a habité et y est mort en 1969.
- La fleurettiste Annette Klug, championne olympique, y est née en 1969.
- Carolin Niemczyk, chanteuse du groupe Glasperlenspiel y est née en 1990.
- Le footballeur Portugais Cédric Soares y est né en 1991.